# Бојана Карајовић
Бојана Карајовић  (Београд, 1985) је продуценткиња у позориштu и директорка Малог позоришта „Душко Радовић".

## Биографија
Бојана Карајовић је завршила Менаџмент и продукцију у позоришту, радију и култури на Факултету драмских уметности, а дугогодишње искуство у позоришној продукцији стекла је радећи у позориштима: Мало позориште „Душко Радовић“, Позориште „Бошко Буха“, Београдско драмско позориште од 2007. године.
Поред ангажмана у позоришту, учествује у организацији фестивала и конгреса (Битеф фестивал, Београдски фестивал игре, ИФТР конгрес).
Чланица је Алумни мреже, добровољног „Креативног менторства".
Испред Београдског драмског позоришта, учествовала је у регионалном пројекту: Сјене пандемије: скривени гласови, подржаном од стране фонда: Creative Europe Programme (CREA), а који се бави, уз примену различитих средстава, на различитим организацијским нивоима, указивањем на тему насиља над женама и изведеним политикама које га описују и проблематизују. Овај пројекат је остварен у копродукцијиЗагребачког казалишта младих (Хрватска), Фестивала Борштниково сречање из Марибора (Словенија) и Београдског драмског позоришта (Србија).
Од 2014. године на позицији је оперативне директорке Београдског драмског позоришта. Учествовала је у припреми и реализацији великог броја позоришних представа, како у институционалном оквиру, тако и независних пројеката.
Чланица је комисије за доделу средстава на конкурсима Министарства културе у области програма за децу.
Од јуна 2023. године је директорка Малог позоришта „Душко Радовић“ .